# 瓜托波國家公園

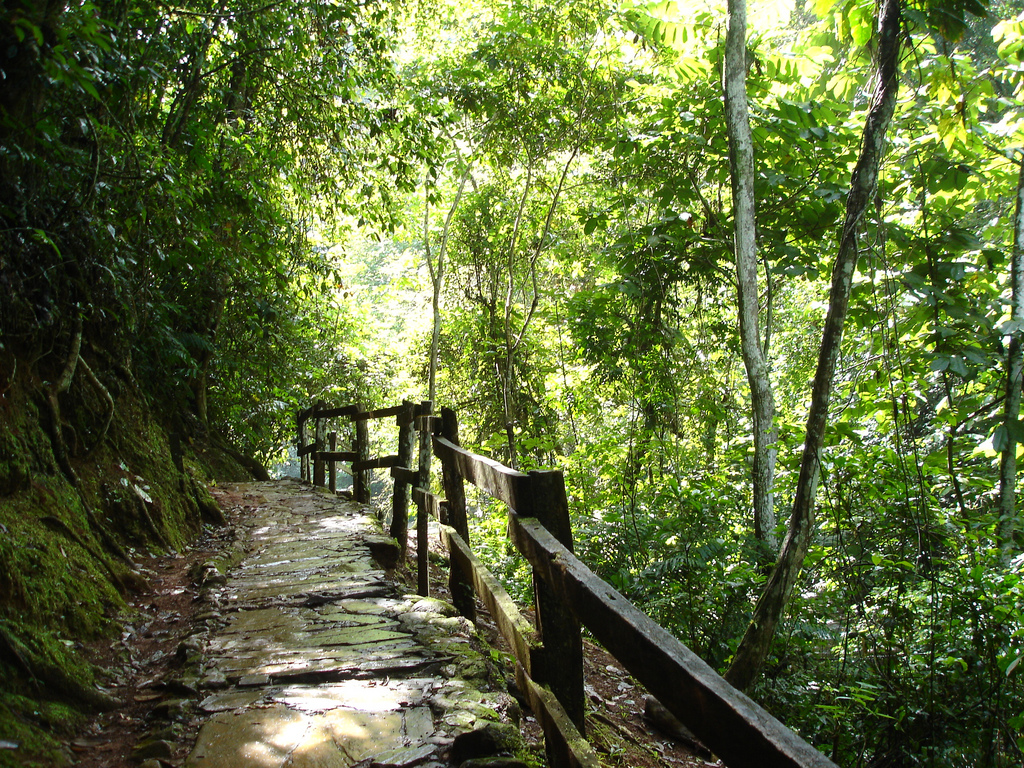

瓜托波國家公園是委內瑞拉的國家公園，位於該國北部，由瓜里科州負責管轄，始建於1958年3月28日，面積1,225平方公里，最高點海拔高度1,430米。